# スコット・ファールマン
スコット・エリオット・ファールマン（Scott Elliott Fahlman、1948年3月21日 - ）は、アメリカ合衆国の計算機科学者であり、カーネギーメロン大学の言語技術研究所と計算機科学部の名誉教授である。ブロックワールドにおける自動計画、意味ネットワーク、ニューラルネットワーク（特にカスケード相関アルゴリズム）、プログラミング言語Dylan、Common Lisp（特にCMU Common Lisp）に関する研究で有名である。Common Lispが標準化されていた時期には、その標準化のリーダーとして認識されていた。2006年から2015年にかけて、NETL Semantic Networkに関する論文研究の一部を基にしたSconeという知識ベースの開発を行った。また、1982年に世界で初めて顔文字を使用したことでも知られる。

## 生涯
ファールマンは1948年3月21日にオハイオ州メダイナで生まれた。
マサチューセッツ工科大学(MIT)に入学し、1973年に電気工学と計算機科学の学士号と修士号、1977年に博士号を取得した。修士論文はパトリック・ウィンストン、博士論文はジェラルド・ジェイ・サスマンの指導を受けた。博士号の学位記には「人工知能の分野の論文によって示された独創的研究」に対する授与と書かれており、「人工知能」(Artificial Intelligence)という言葉が博士号の学位記に書かれたのはこれが世界初とみられる。
1978年7月にカーネギーメロン大学(CMU)のアシスタント・プロフェッサーとなり、1984年に助教授、1994年に教授、2017年に名誉教授となった。ファールマンが博士論文を指導した学生には、ドナルド・コーエン、デイヴィッド・B・マクドナルド、デイヴィッド・S・トゥレツキー、スケフ・ウォーリー、ジャスティン・ボヤン、マイケル・ウィットブロック、アリシア・トリブル・サガエなどがいる。
1996年5月にCMUを休職してジャストシステムピッツバーグ研究所(JPRC)の所長に就任した。同所の取締役を務めた苫米地英人は、CMUでのファールマンの教え子の一人である。JPRCは2000年7月に閉鎖となり、その後2003年4月まで、IBMのトーマス・J・ワトソン研究所の研究員となった。2003年4月にCMUに復職した。
ファールマンはアメリカ人工知能学会のフェローである。

## 顔文字
ファールマンは世界で初めて顔文字を使用したとされている。1982年9月19日、ファールマンはカーネギーメロン大学の電子掲示板で、真面目な投稿と冗談を区別するために、顔文字:-)と:-(の使用を提案し、この記号は流行した。初めて顔文字が使われたファールマンの投稿は、次のようなものである。
```
19-Sep-82 11:44    Scott E  Fahlman             :-)
From: Scott E  Fahlman <Fahlman at Cmu-20c>

I propose that the following character sequence for joke markers:

:-)

Read it sideways.  Actually, it is probably more economical to mark
things that are NOT jokes, given current trends.  For this, use

:-(

```

本文のみ日本語訳:
```
冗談であることを示すマーカーとして、以下の文字列を提案します。

:-)

横倒しにして見てください。実際には、現在の傾向からすると、冗談ではないものをマークする方がより経済的でしょう。この場合は次を使います。

:-(

```

なお、ファールマン以前にも顔文字のアイデアは存在した。『リーダーズ・ダイジェスト』1967年5月号の記事で、同様のコンセプトの顔文字の使用が提案されているが、これが実用化されることはなかった。1969年の『ニューヨーク・タイムズ』に掲載されたインタビューで、ウラジーミル・ナボコフが次のように述べている。
私はよく、笑顔のための特別な活字記号があるべきだと考えます。それは、横にした丸括弧のような記号です。